# Verrazano-Narrows Bridge
Verrazano-Narrows Bridge je visutý most s dvoupatrovou mostovkou, který překlenuje průliv The Narrows a spojuje newyorské městské části Staten Island a Brooklyn.
Most je pojmenován po italském objeviteli Giovanni da Verrazzano, který jako první Evropan vplul přes průliv The Narrows do newyorského přístavu a řeky Hudson River. Po dokončení v 1964 měl most nejdelší rozpětí mostního pole (1 298 m) ze všech visutých mostů na světě. V současnosti (červenec 2010) má osmé nejdelší rozpětí na světě a nejdelší v USA. Od roku 1976 je startovacím místem Newyorského maratonu.
Výstavba začala v roce 1954 a most byl dokončen na dvě etapy. V první etapě se 21. listopadu 1964 dokončila vrchní část dvoupodlažní mostovky a 28. června 1969 pak její spodní část. Kromě centrálního mostního pole s délkou 1 298,45 m se na obou stranách nacházejí pole s délkou 370,33 m. Celkově tvoří visutá část mostu délku 1,6 km. Věže jsou vysoké 207 m a jsou v nich kotveny 4 hlavní nosné kabely.
Most je důležitou součástí místní dopravní infrastruktury. Prochází jím dálnice Interstate 278 celkově s počtem 12 pruhů (3 +3 každé podlaží). Denně projede mostem přibližně 190 000 automobilů (2008).